# Kazimierz Górniczy
Kazimierz Górniczy – w latach 1967–1975 miasto w województwie katowickim, w powiecie będzińskim, powstałe 1 stycznia 1967 z połączenia obszarów osiedli typu miejskiego: Kazimierz i Ostrowy Górnicze, powiększone 1 stycznia 1973 o ówczesne miasto Porąbka i ówczesne osiedle Maczki, a 27 maja 1975 włączone w skład Sosnowca.